# Lego Dimensions
Lego Dimensions era un videojuego de acción y aventura de la franquicia LEGO, desarrollado por Traveller's Tales y publicado y distribuido por Warner Bros. Interactive Entertainment, para las plataformas PlayStation 4, PlayStation 3, Wii U, Xbox One y Xbox 360. Ya no se encuentra disponible a la venta y sus servidores se encuentran cerrados. 
Sigue las aventuras de varios personajes de las franquicias de Lego, que tendrán que enfrentarse a un villano enmascarado, que ha logrado introducirse en varios mundos dimensionales. Utiliza el formato "toys-to-life", en el que el jugador posee figuras físicas de Lego y un portal hecho de bloques, los cuales pueden ser conectados dentro del juego.

## Argumento
En un planeta en el centro del LEGO Multiverso, el malvado Lord Vortech busca los "Elementos Base" con los que está construido el multiverso, los cuales tienen el poder de controlar el mismo. Para hacer esto,  abre vórtices en muchas dimensiones diferentes, reclutando villanos locales para que le ayuden en su búsqueda de los Elementos y a su vez, dañando las fronteras entre dimensiones, causando que estos se fusionen y los personajes sean desplazados. Cuándo  Nightwing, Frodo y Barba Metálica  son arrastrados por los vórtices, Batman, Gandalf y Estilo-Libre saltan en su búsqueda. Los tres son absorbidos al mismo vórtice y aparecen en la Tierra de Oz, dónde deciden aliarse y viajar por los diferentes mundos para encontrar a sus amigos desaparecidos y hacer que el plan de Vortech no sea exitoso.

### Franquicias
El juego presenta personajes y mundos de 30 franquicias diferentes, incluyendo DC Cómics, El Señor de los Anillos, The Lego Movie, El Mago de Oz, Los Simpson, Lego Ninjago, Doctor Who, Back to the Future, Portal 2, Los cazafantasmas, Midway Games, Scooby-Doo, Lego Chima y Jurassic World.
Desde el segundo aniversario del juego, 17 franquicias más fueron agregadas a la lista, estas siendo: Adventure Time, Teen Titans Go!, Los cazafantasmas, Los Goonies, Gremlins, Lego City Undercover, Harry Potter, Animales fantásticos y dónde encontrarlos, Knight Rider, E.T., el extraterrestre, Misión imposible, The A-Team, The Powerpuff Girls, Beetlejuice, The Lego Batman Movie y Sonic the Hedgehog (serie).

## Paquetes
El juego inicialmente tendrá su propio paquete de bienvenida, además de una gama de paquetes, divididos en tres categorías; paquetes divertidos, paquetes de equipo y paquetes de nivel.
| Nombre de paquete                      | Contenidos                                             | Fecha de publicación                                                 |
| -------------------------------------- | ------------------------------------------------------ | -------------------------------------------------------------------- |
| LEGO Dimensiones Paquete de bienvenida | Videojuego Lego Dimensions                             | 27 de septiembre de 2015 (América) 29 de septiembre de 2016 (Europa) |
| LEGO Dimensiones Paquete de bienvenida | Plataforma de juguete                                  | 27 de septiembre de 2015 (América) 29 de septiembre de 2016 (Europa) |
| LEGO Dimensiones Paquete de bienvenida | Ladrillos para construir el Portal LEGO                | 27 de septiembre de 2015 (América) 29 de septiembre de 2016 (Europa) |
| LEGO Dimensiones Paquete de bienvenida | Folleto de instrucciones para construir el Portal LEGO | 27 de septiembre de 2015 (América) 29 de septiembre de 2016 (Europa) |
| LEGO Dimensiones Paquete de bienvenida | Batman (De DC Cómics)                                  | 27 de septiembre de 2015 (América) 29 de septiembre de 2016 (Europa) |
| LEGO Dimensiones Paquete de bienvenida | Gandalf (De El Señor de los Anillos)                   | 27 de septiembre de 2015 (América) 29 de septiembre de 2016 (Europa) |
| LEGO Dimensiones Paquete de bienvenida | Estilo-libre (De La gran aventura LEGO)                | 27 de septiembre de 2015 (América) 29 de septiembre de 2016 (Europa) |
| LEGO Dimensiones Paquete de bienvenida | Batimóvil                                              | 27 de septiembre de 2015 (América) 29 de septiembre de 2016 (Europa) |

### Paquetes de historia
Paquetes que contienen un personaje con un vehículo/gadget, y un nuevo portal con 6 niveles nuevos para jugar.
| Franquicia                                | Nombre de paquete                                             | Contenidos                      | Fecha de publicación     | Serie                | Lanzamiento            |
| ----------------------------------------- | ------------------------------------------------------------- | ------------------------------- | ------------------------ | -------------------- | ---------------------- |
| Cazafantasmas                             | Pack de historia de las Cazafantasmas                         | Abby Yates                      | 27 de septiembre de 2016 | Serie 2, Lanzamiento | fase 6, Lanzamiento    |
| Cazafantasmas                             | Pack de historia de las Cazafantasmas                         | Ecto-1                          | 27 de septiembre de 2016 | Serie 2, Lanzamiento | fase 6, Lanzamiento    |
| Cazafantasmas                             | Pack de historia de las Cazafantasmas                         | Portal Restaurante chino de Zhu | 27 de septiembre de 2016 | Serie 2, Lanzamiento | fase 6, Lanzamiento    |
| Cazafantasmas                             | Pack de historia de las Cazafantasmas                         | 6 niveles                       | 27 de septiembre de 2016 | Serie 2, Lanzamiento | fase 6, Lanzamiento    |
| Animales fantásticos y dónde encontrarlos | Pack de historia de Animales fantásticos y dónde encontrarlos | Newt Scamander                  | 18 de noviembre de 2016  | Serie 2, Lanzamiento | fase 7 , Lanzamiento   |
| Animales fantásticos y dónde encontrarlos | Pack de historia de Animales fantásticos y dónde encontrarlos | Niffler                         | 18 de noviembre de 2016  | Serie 2, Lanzamiento | fase 7 , Lanzamiento   |
| Animales fantásticos y dónde encontrarlos | Pack de historia de Animales fantásticos y dónde encontrarlos | Portal de Macusa                | 18 de noviembre de 2016  | Serie 2, Lanzamiento | fase 7 , Lanzamiento   |
| Animales fantásticos y dónde encontrarlos | Pack de historia de Animales fantásticos y dónde encontrarlos | 6 niveles                       | 18 de noviembre de 2016  | Serie 2, Lanzamiento | fase 7 , Lanzamiento   |
| The Lego Batman Movie                     | Pack de historia de Lego Batman La Película                   | Robin, Batgirl                  | 10 de febrero de 2017    | Serie 2, Lanzamiento | fase 7.5 , Lanzamiento |
| The Lego Batman Movie                     | Pack de historia de Lego Batman La Película                   | Batwing                         | 10 de febrero de 2017    | Serie 2, Lanzamiento | fase 7.5 , Lanzamiento |
| The Lego Batman Movie                     | Pack de historia de Lego Batman La Película                   | Portal Baticomputadora          | 10 de febrero de 2017    | Serie 2, Lanzamiento | fase 7.5 , Lanzamiento |
| The Lego Batman Movie                     | Pack de historia de Lego Batman La Película                   | 6 niveles                       | 10 de febrero de 2017    | Serie 2, Lanzamiento | fase 7.5 , Lanzamiento |

### Paquetes de nivel
Paquetes de nivel que contienen uno o dos personajes con un vehículo/gadget y un nivel nuevo para jugar y una historia nueva para seguir.
| Franquicia                 | Nombre de paquete                   | Contenidos                           | Fecha de publicación     | Serie                | Lanzamiento         |
| -------------------------- | ----------------------------------- | ------------------------------------ | ------------------------ | -------------------- | ------------------- |
| Back to the Future         | Pack de Nivel Back to the Future    | Marty McFly                          | 27 de septiembre de 2015 | Serie 1, Lanzamiento | Fase 1, Lanzamiento |
| Back to the Future         | Pack de Nivel Back to the Future    | Máquina del tiempo DeLorean          | 27 de septiembre de 2015 | Serie 1, Lanzamiento | Fase 1, Lanzamiento |
| Back to the Future         | Pack de Nivel Back to the Future    | Supertabla                           | 27 de septiembre de 2015 | Serie 1, Lanzamiento | Fase 1, Lanzamiento |
| Back to the Future         | Pack de Nivel Back to the Future    | Back to the Future                   | 27 de septiembre de 2015 | Serie 1, Lanzamiento | Fase 1, Lanzamiento |
| Doctor Who                 | Pack de Nivel Doctor Who            | Duodécimo Doctor                     | 3 de noviembre de 2015   | Serie 1, Lanzamiento | Fase 1              |
| Doctor Who                 | Pack de Nivel Doctor Who            | TARDIS                               | 3 de noviembre de 2015   | Serie 1, Lanzamiento | Fase 1              |
| Doctor Who                 | Pack de Nivel Doctor Who            | K-9                                  | 3 de noviembre de 2015   | Serie 1, Lanzamiento | Fase 1              |
| Doctor Who                 | Pack de Nivel Doctor Who            | The Dalek Extermination of Earth     | 3 de noviembre de 2015   | Serie 1, Lanzamiento | Fase 1              |
| Los Simpson                | Pack de Nivel Los Simpsons          | Homer Simpson                        | 27 de septiembre de 2015 | Serie 1, Lanzamiento | Fase 1, Lanzamiento |
| Los Simpson                | Pack de Nivel Los Simpsons          | Coche de Homer                       | 27 de septiembre de 2015 | Serie 1, Lanzamiento | Fase 1, Lanzamiento |
| Los Simpson                | Pack de Nivel Los Simpsons          | Teleprovocación                      | 27 de septiembre de 2015 | Serie 1, Lanzamiento | Fase 1, Lanzamiento |
| Los Simpson                | Pack de Nivel Los Simpsons          | The Mysterious Voyage of Homer       | 27 de septiembre de 2015 | Serie 1, Lanzamiento | Fase 1, Lanzamiento |
| Portal 2                   | Pack de Nivel Portal 2              | Chell                                | 27 de septiembre de 2015 | Serie 1, Lanzamiento | Fase 1, Lanzamiento |
| Portal 2                   | Pack de Nivel Portal 2              | Cubo de Compañía                     | 27 de septiembre de 2015 | Serie 1, Lanzamiento | Fase 1, Lanzamiento |
| Portal 2                   | Pack de Nivel Portal 2              | Torreta Centinela                    | 27 de septiembre de 2015 | Serie 1, Lanzamiento | Fase 1, Lanzamiento |
| Portal 2                   | Pack de Nivel Portal 2              | Aperture Science                     | 27 de septiembre de 2015 | Serie 1, Lanzamiento | Fase 1, Lanzamiento |
| Los cazafantasmas          | Pack de Nivel los Cazafantasmas     | Peter Venkman                        | 19 de enero de 2016      | Serie 1, Lanzamiento | Fase 4              |
| Los cazafantasmas          | Pack de Nivel los Cazafantasmas     | Ecto-1                               | 19 de enero de 2016      | Serie 1, Lanzamiento | Fase 4              |
| Los cazafantasmas          | Pack de Nivel los Cazafantasmas     | Trampa de fantasma                   | 19 de enero de 2016      | Serie 1, Lanzamiento | Fase 4              |
| Los cazafantasmas          | Pack de Nivel los Cazafantasmas     | A Spook Central Adventure            | 19 de enero de 2016      | Serie 1, Lanzamiento | Fase 4              |
| Midway Arcade              | Pack de Nivel Midway Arcade         | Niño Jugador                         | 19 de enero de 2016      | Fase 4               |                     |
| Midway Arcade              | Pack de Nivel Midway Arcade         | G-6155 spy hunter                    | 19 de enero de 2016      | Fase 4               |                     |
| Midway Arcade              | Pack de Nivel Midway Arcade         | Máquina de arcade                    | 19 de enero de 2016      | Fase 4               |                     |
| Midway Arcade              | Pack de Nivel Midway Arcade         | Over 20 Classic Arcade Games         | 19 de enero de 2016      | Fase 4               |                     |
| Hora de Aventura           | Pack de Nivel de Hora de Aventura   | Finn el Humano                       | 27 de septiembre de 2016 | Serie 2, Lanzamiento | Fase 6              |
| Hora de Aventura           | Pack de Nivel de Hora de Aventura   | JakeMovil                            | 27 de septiembre de 2016 | Serie 2, Lanzamiento | Fase 6              |
| Hora de Aventura           | Pack de Nivel de Hora de Aventura   | Ancient War Elephant                 | 27 de septiembre de 2016 | Serie 2, Lanzamiento | Fase 6              |
| Hora de Aventura           | Pack de Nivel de Hora de Aventura   | Nivel de Hora de Aventura            | 27 de septiembre de 2016 | Serie 2, Lanzamiento | Fase 6              |
| Misión: Imposible          | Pack de Nivel de Mision: Imposible  | Ethan Hunt                           | 27 de septiembre de 2016 | Serie 2, Lanzamiento | Fase 6              |
| Misión: Imposible          | Pack de Nivel de Mision: Imposible  | IMF Scrambler                        | 27 de septiembre de 2016 | Serie 2, Lanzamiento | Fase 6              |
| Misión: Imposible          | Pack de Nivel de Mision: Imposible  | Auto deportivo de IMF                | 27 de septiembre de 2016 | Serie 2, Lanzamiento | Fase 6              |
| Misión: Imposible          | Pack de Nivel de Mision: Imposible  | Nivel de Misión: Imposible           | 27 de septiembre de 2016 | Serie 2, Lanzamiento | Fase 6              |
| Sonic the Hedgehog (serie) | Pack de Nivel de Sonic the Hedgehog | Sonic el Erizo                       | 18 de noviembre de 2016  | Serie 2, Lanzamiento | Fase 7              |
| Sonic the Hedgehog (serie) | Pack de Nivel de Sonic the Hedgehog | Speedster de Sonic                   | 18 de noviembre de 2016  | Serie 2, Lanzamiento | Fase 7              |
| Sonic the Hedgehog (serie) | Pack de Nivel de Sonic the Hedgehog | Aeroplano "el Tornado"               | 18 de noviembre de 2016  | Serie 2, Lanzamiento | Fase 7              |
| Sonic the Hedgehog (serie) | Pack de Nivel de Sonic the Hedgehog | Sonic el nombre, velocidad el juego! | 18 de noviembre de 2016  | Serie 2, Lanzamiento | Fase 7              |

### Paquetes de equipo
Los paquetes de equipo son similares a los paquetes divertidos excepto que contienen más personajes, más vehículos/accesorios y vienen con capacidades únicas.
| Franquicia       | Nombre de paquete               | Contenidos               | Fecha de publicación     | Serie                | Lanzamiento         |
| ---------------- | ------------------------------- | ------------------------ | ------------------------ | -------------------- | ------------------- |
| Lego Ninjago     | Pack de Equipo Ninjago          | Kai                      | 3 de noviembre de 2015   | Serie 1, Lanzamiento | Fase 2              |
| Lego Ninjago     | Pack de Equipo Ninjago          | Cole                     | 3 de noviembre de 2015   | Serie 1, Lanzamiento | Fase 2              |
| Lego Ninjago     | Pack de Equipo Ninjago          | Moto con filos           | 3 de noviembre de 2015   | Serie 1, Lanzamiento | Fase 2              |
| Lego Ninjago     | Pack de Equipo Ninjago          | Bombardero de Rocas      | 3 de noviembre de 2015   | Serie 1, Lanzamiento | Fase 2              |
| Jurassic World   | Pack de Equipo Jurassic World   | Owen Grady               | 27 de septiembre de 2015 | Serie 1, Lanzamiento | Fase 1, Lanzamiento |
| Jurassic World   | Pack de Equipo Jurassic World   | Guardia Jurásico         | 27 de septiembre de 2015 | Serie 1, Lanzamiento | Fase 1, Lanzamiento |
| Jurassic World   | Pack de Equipo Jurassic World   | Velociraptor             | 27 de septiembre de 2015 | Serie 1, Lanzamiento | Fase 1, Lanzamiento |
| Jurassic World   | Pack de Equipo Jurassic World   | Giroesfera               | 27 de septiembre de 2015 | Serie 1, Lanzamiento | Fase 1, Lanzamiento |
| Scooby-Doo       | Pack de Equipo Scooby Doo       | Scooby Doo               | 27 de septiembre de 2015 | Serie 1, Lanzamiento | Fase 1, Lanzamiento |
| Scooby-Doo       | Pack de Equipo Scooby Doo       | Shaggy Rogers            | 27 de septiembre de 2015 | Serie 1, Lanzamiento | Fase 1, Lanzamiento |
| Scooby-Doo       | Pack de Equipo Scooby Doo       | Máquina de misterio      | 27 de septiembre de 2015 | Serie 1, Lanzamiento | Fase 1, Lanzamiento |
| Scooby-Doo       | Pack de Equipo Scooby Doo       | Scooby galleta           | 27 de septiembre de 2015 | Serie 1, Lanzamiento | Fase 1, Lanzamiento |
| DC Cómics        | Pack de Equipo DC Comics        | El Joker                 | 19 de enero de 2016      | Serie 1, Lanzamiento | Fase 3              |
| DC Cómics        | Pack de Equipo DC Comics        | Harley Quinn             | 19 de enero de 2016      | Serie 1, Lanzamiento | Fase 3              |
| DC Cómics        | Pack de Equipo DC Comics        | El helicóptero del Joker | 19 de enero de 2016      | Serie 1, Lanzamiento | Fase 3              |
| DC Cómics        | Pack de Equipo DC Comics        | Quinn-móvil              | 19 de enero de 2016      | Serie 1, Lanzamiento | Fase 3              |
| Hora de Aventura | Pack de Equipo Hora de Aventura | Jake el perro            | 27 de septiembre de 2016 | Serie 2, Lanzamiento | fase 6              |
| Hora de Aventura | Pack de Equipo Hora de Aventura | Princesa Grumosa         | 27 de septiembre de 2016 | Serie 2, Lanzamiento | fase 6              |
| Hora de Aventura | Pack de Equipo Hora de Aventura | Auto Grumoso             | 27 de septiembre de 2016 | Serie 2, Lanzamiento | fase 6              |
| Hora de Aventura | Pack de Equipo Hora de Aventura | BMO                      | 27 de septiembre de 2016 | Serie 2, Lanzamiento | fase 6              |
| Harry Potter     | Pack de Equipo Harry Potter     | Harry Potter             | 27 de septiembre de 2016 | Serie 2, Lanzamiento | fase 6              |
| Harry Potter     | Pack de Equipo Harry Potter     | Lord Voldemort           | 27 de septiembre de 2016 | Serie 2, Lanzamiento | fase 6              |
| Harry Potter     | Pack de Equipo Harry Potter     | Auto Encantado           | 27 de septiembre de 2016 | Serie 2, Lanzamiento | fase 6              |
| Harry Potter     | Pack de Equipo Harry Potter     | Hogwarts Express         | 27 de septiembre de 2016 | Serie 2, Lanzamiento | fase 6              |
| Gremlins         | Pack de Equipo Gremlins         | Gizmo                    | 18 de noviembre de 2016  | Serie 2, Lanzamiento | fase 7              |
| Gremlins         | Pack de Equipo Gremlins         | Stripe                   | 18 de noviembre de 2016  | Serie 2, Lanzamiento | fase 7              |
| Gremlins         | Pack de Equipo Gremlins         | R.C. Racer               | 18 de noviembre de 2016  | Serie 2, Lanzamiento | fase 7              |
| Gremlins         | Pack de Equipo Gremlins         | Rampage Flash ‘n’ Finish | 18 de noviembre de 2016  | Serie 2, Lanzamiento | fase 7              |

### Paquetes de diversión
Los paquetes de diversión (fun packs) contienen un personaje de una franquicia y un gadget o vehículo.
| Franquicia              | Nombre de paquete                         | Contenidos               | Fecha de publicación     | Serie                | Lanzamiento         |
| ----------------------- | ----------------------------------------- | ------------------------ | ------------------------ | -------------------- | ------------------- |
| Lego Ninjago            | Pack de Diversión Zane                    | Zane                     | 27 de septiembre de 2015 | Serie 1, Lanzamiento | Fase 1, Lanzamiento |
| Lego Ninjago            | Pack de Diversión Zane                    | Ninjacóptero             | 27 de septiembre de 2015 | Serie 1, Lanzamiento | Fase 1, Lanzamiento |
| Lego Ninjago            | Pack de Diversión Nya                     | Nya                      | 27 de septiembre de 2015 | Serie 1, Lanzamiento | Fase 1, Lanzamiento |
| Lego Ninjago            | Pack de Diversión Nya                     | Robot Samurai            | 27 de septiembre de 2015 | Serie 1, Lanzamiento | Fase 1, Lanzamiento |
| Lego Ninjago            | Pack de Diversión Jay                     | Jay                      | 27 de septiembre de 2015 | Serie 1, Lanzamiento | Fase 1, Lanzamiento |
| Lego Ninjago            | Pack de Diversión Jay                     | Caza tormentoso          | 27 de septiembre de 2015 | Serie 1, Lanzamiento | Fase 1, Lanzamiento |
| Lego Ninjago            | Pack de Diversión Sensei Wu               | Sensei Wu                | 19 de enero de 2016      | Serie 1, Lanzamiento | Fase 3              |
| Lego Ninjago            | Pack de Diversión Sensei Wu               | Dragón Blanco Volador    | 19 de enero de 2016      | Serie 1, Lanzamiento | Fase 3              |
| Lego Ninjago            | Pack de Diversión Lloyd                   | Lloyd                    | 31 de mayo de 2016       | Serie 1, Lanzamiento | Fase 5              |
| Lego Ninjago            | Pack de Diversión Lloyd                   | Dragón Dorado de Lloyd   | 31 de mayo de 2016       | Serie 1, Lanzamiento | Fase 5              |
| La gran Aventura LEGO   | Pack de Diversión Emmet                   | Emmet                    | 27 de septiembre de 2015 | Serie 1, Lanzamiento | Fase 1, Lanzamiento |
| La gran Aventura LEGO   | Pack de Diversión Emmet                   | La excavadora de Emmet   | 27 de septiembre de 2015 | Serie 1, Lanzamiento | Fase 1, Lanzamiento |
| La gran Aventura LEGO   | Pack de Diversión Unikitty                | Unikitty                 | 27 de septiembre de 2015 | Serie 1, Lanzamiento | Fase 1, Lanzamiento |
| La gran Aventura LEGO   | Pack de Diversión Unikitty                | Auto de Nube cucú        | 27 de septiembre de 2015 | Serie 1, Lanzamiento | Fase 1, Lanzamiento |
| La gran Aventura LEGO   | Pack de Diversión Benny                   | Benny                    | 27 de septiembre de 2015 | Serie 1, Lanzamiento | Fase 1, Lanzamiento |
| La gran Aventura LEGO   | Pack de Diversión Benny                   | Nave de Benny            | 27 de septiembre de 2015 | Serie 1, Lanzamiento | Fase 1, Lanzamiento |
| La gran Aventura LEGO   | Pack de Diversión Policía                 | Bad Cop                  | 27 de septiembre de 2015 | Serie 1, Lanzamiento | Fase 1, Lanzamiento |
| La gran Aventura LEGO   | Pack de Diversión Policía                 | Auto de policía          | 27 de septiembre de 2015 | Serie 1, Lanzamiento | Fase 1, Lanzamiento |
| El Señor de los Anillos | Pack de Diversión Legolas                 | Legolas                  | 27 de septiembre de 2015 | Serie 1, Lanzamiento | Fase 1, Lanzamiento |
| El Señor de los Anillos | Pack de Diversión Legolas                 | Lanzaflechas             | 27 de septiembre de 2015 | Serie 1, Lanzamiento | Fase 1, Lanzamiento |
| El Señor de los Anillos | Pack de Diversión Gollum                  | Gollum                   | 27 de septiembre de 2015 | Serie 1, Lanzamiento | Fase 1, Lanzamiento |
| El Señor de los Anillos | Pack de Diversión Gollum                  | Ella-Laraña              | 27 de septiembre de 2015 | Serie 1, Lanzamiento | Fase 1, Lanzamiento |
| El Señor de los Anillos | Pack de Diversión Gimli                   | Gimli                    | 27 de septiembre de 2015 | Serie 1, Lanzamiento | Fase 1, Lanzamiento |
| El Señor de los Anillos | Pack de Diversión Gimli                   | Cuadriga con hachas      | 27 de septiembre de 2015 | Serie 1, Lanzamiento | Fase 1, Lanzamiento |
| DC Comics               | Pack de Diversión Wonder Woman            | Mujer Maravilla          | 27 de septiembre de 2015 | Serie 1, Lanzamiento | Fase 1, Lanzamiento |
| DC Comics               | Pack de Diversión Wonder Woman            | Jet invisible            | 27 de septiembre de 2015 | Serie 1, Lanzamiento | Fase 1, Lanzamiento |
| DC Comics               | Pack de Diversión Cyborg                  | Cyborg                   | 27 de septiembre de 2015 | Serie 1, Lanzamiento | Fase 1, Lanzamiento |
| DC Comics               | Pack de Diversión Cyborg                  | Cyberguardia             | 27 de septiembre de 2015 | Serie 1, Lanzamiento | Fase 1, Lanzamiento |
| DC Comics               | Pack de Diversión Aquaman                 | Aquaman                  | 31 de marzo de 2016      | Serie 1, Lanzamiento | Fase 4              |
| DC Comics               | Pack de Diversión Aquaman                 | Embarcación Aqua         | 31 de marzo de 2016      | Serie 1, Lanzamiento | Fase 4              |
| DC Comics               | Pack de Diversión Superman                | Superman                 | 31 de marzo de 2016      | Serie 1, Lanzamiento | Fase 4              |
| DC Comics               | Pack de Diversión Superman                | Cápsula planeadora       | 31 de marzo de 2016      | Serie 1, Lanzamiento | Fase 4              |
| DC Comics               | Pack de Diversión Bane                    | Bane                     | 31 de marzo de 2016      | Serie 1, Lanzamiento | Fase 4              |
| DC Comics               | Pack de Diversión Bane                    | Conductor de perforadora | 31 de marzo de 2016      | Serie 1, Lanzamiento | Fase 4              |
| El mago de Oz           | Pack de Diversión Bruja Mala del Oeste    | Bruja Mala del Oeste     | 27 de septiembre de 2015 | Serie 1, Lanzamiento | Fase 1, Lanzamiento |
| El mago de Oz           | Pack de Diversión Bruja Mala del Oeste    | Mono Alado               | 27 de septiembre de 2015 | Serie 1, Lanzamiento | Fase 1, Lanzamiento |
| Lego Chima              | Pack de Diversión Laval                   | Laval                    | 27 de septiembre de 2015 | Serie 1, Lanzamiento | Fase 1, Lanzamiento |
| Lego Chima              | Pack de Diversión Laval                   | Poderoso piloto león     | 27 de septiembre de 2015 | Serie 1, Lanzamiento | Fase 1, Lanzamiento |
| Lego Chima              | Pack de Diversión Cragger                 | Cragger                  | 27 de septiembre de 2015 | Serie 1, Lanzamiento | Fase 1, Lanzamiento |
| Lego Chima              | Pack de Diversión Cragger                 | Moto pantanera           | 27 de septiembre de 2015 | Serie 1, Lanzamiento | Fase 1, Lanzamiento |
| Lego Chima              | Pack de Diversión Eris                    | Eris                     | 27 de septiembre de 2015 | Serie 1, Lanzamiento | Fase 1, Lanzamiento |
| Lego Chima              | Pack de Diversión Eris                    | Interceptor aguileño     | 27 de septiembre de 2015 | Serie 1, Lanzamiento | Fase 1, Lanzamiento |
| Los Simpson             | Pack de Diversión Bart                    | Bart Simpson             | 27 de septiembre de 2015 | Serie 1, Lanzamiento | Fase 1, Lanzamiento |
| Los Simpson             | Pack de Diversión Bart                    | Velocista Gravitatorio   | 27 de septiembre de 2015 | Serie 1, Lanzamiento | Fase 1, Lanzamiento |
| Los Simpson             | Pack de Diversión Krusty                  | Krusty El Payaso         | 27 de septiembre de 2015 | Serie 1, Lanzamiento | Fase 1, Lanzamiento |
| Los Simpson             | Pack de Diversión Krusty                  | Bicicleta de payaso      | 27 de septiembre de 2015 | Serie 1, Lanzamiento | Fase 1, Lanzamiento |
| Back to the Future      | Pack de Diversión Doc Brown               | Doc Brown                | 19 de enero de 2016      | Serie 1, Lanzamiento | Fase 3              |
| Back to the Future      | Pack de Diversión Doc Brown               | Tren máquina del Tiempo  | 19 de enero de 2016      | Serie 1, Lanzamiento | Fase 3              |
| Doctor Who              | Pack de Diversión Cyberman                | Cyberman                 | 19 de enero de 2016      | Serie 1, Lanzamiento | Fase 3              |
| Doctor Who              | Pack de Diversión Cyberman                | Dalek                    | 19 de enero de 2016      | Serie 1, Lanzamiento | Fase 3              |
| Los cazafantasmas       | Pack de Diversión Slimer                  | Slimer                   | 15 de marzo de 2016      | Serie 1, Lanzamiento | Fase TBA            |
| Los cazafantasmas       | Pack de Diversión Slimer                  | Serpentina pegajosa      | 15 de marzo de 2016      | Serie 1, Lanzamiento | Fase TBA            |
| Los cazafantasmas       | Pack de Diversión hombre de malvavisco    | Hombre de Malvavisco     | 15 de marzo de 2016      | Serie 1, Lanzamiento | Fase TBA            |
| Los cazafantasmas       | Pack de Diversión hombre de malvavisco    | Perro aterrador          | 15 de marzo de 2016      | Serie 1, Lanzamiento | Fase TBA            |
| The A Team              | Pack de Diversión A Team                  | B. A. Baracus            | 27 de septiembre de 2016 | Serie 2, Lanzamiento | Fase 6, Lanzamiento |
| The A Team              | Pack de Diversión A Team                  | Van de B.A.              | 27 de septiembre de 2016 | Serie 2, Lanzamiento | Fase 6, Lanzamiento |
| E.T., el extraterrestre | Pack de Diversión E.T., el extraterrestre | E.T                      | 15 de noviembre de 2016  | Serie 2, Lanzamiento | fase 7              |
| E.T., el extraterrestre | Pack de Diversión E.T., el extraterrestre | Teléfono a Casa          | 15 de noviembre de 2016  | Serie 2, Lanzamiento | fase 7              |

## Doblaje
| Personaje                              | Actor de voz            | Actor de voz                          |
| Personaje                              | Inglés                  | Español                               |
| Batman                                 | Troy Baker              | Claudio Serrano                       |
| Estilo-Libre (Supercool en España)     | Elizabeth Banks         | Mayte Torres                          |
| Gandalf                                | Tom Kane                | Luis Mas                              |
| Lord Vortech                           | Gary Oldman             | Ángel Amorós                          |
| OP-EX                                  | Joel McHale             | Jesús Maniega                         |
| OP-EX                                  | Joel McHale             | Roberto Encinas (Intro)               |
| El Señor de los Anillos                |                         |                                       |
| Frodo Bolsón                           | Yuri Lowenthal          | Adolfo Moreno                         |
| Samsagaz Gamyi                         | Sean Astin              | Juan Antonio García Sainz de la Maza  |
| Saruman                                | Roger Jackson           | Félix Alcolea                         |
| Gollum                                 | Liam O'Brien            | Eduardo Bosch                         |
| Legolas                                | Orlando Bloom           | Javier Lorca                          |
| Boromir                                | Nolan North             | Juan José López Lespe                 |
| DC Comics                              |                         |                                       |
| Robin                                  | Scott Menville          | Alejandro Méndez                      |
| El Joker                               | Christopher Corey Smith | David Robles                          |
| El Acertijo                            | Roger Craig Smith       | Carlos Ysbert                         |
| Dos Caras                              | Troy Baker              | Juan Antonio Arroyo                   |
| Bane                                   | Steve Blum              | Fernando Elegido                      |
| Flecha Verde                           | Chris Hardwick          | Juan Antonio Castro                   |
| Superman                               | Travis Willingham       | Fernando Castro                       |
| Lex Luthor                             | Travis Willingham       | Rafael Azcárraga                      |
| General Zod                            | Nolan North             | Miguel Zúñiga                         |
| Brainiac                               | Dee Bradley Baker       | Óscar Muñoz                           |
| Mujer Maravilla                        | Laura Bailey            | Ana María Marí                        |
| Supergirl                              | Kari Wahlgren           | Danai Querol                          |
| Supergirl                              | Kari Wahlgren           | María del Mar Jorcano (Linterna Roja) |
| Lois Lane                              | Courtenay Taylor        | Gloria Núñez                          |
| Perry White                            | Brian Bloom             | Mario Martín                          |
| Aquaman                                | Brian Bloom             | Roberto Encinas                       |
| Comisario Gordon                       | Steve Blum              | Manuel Bellido                        |
| Harley Quinn                           | Tara Strong             | Amparo Bravo                          |
| Cyborg                                 | Bumper Robinson         | Miguel Ángel Varela                   |
| Flash                                  | Charlie Schlatter       | Luis Manuel Martín Díaz               |
| La Gran Aventura LEGO                  |                         |                                       |
| Emmet Brickowski                       | Chris Pratt             | Cholo Moratalla                       |
| Señor Negocios                         | Nolan North             | Adolfo Pastor                         |
| Barba Metálica                         | Nick Offerman           | Juan Antonio Soler                    |
| Unikitty                               | Alison Brie             | Ana Esther Alborg                     |
| Batman                                 | Will Arnett             | Iñaki Crespo                          |
| Benny                                  | Charlie Day             | Iván Jara                             |
| Señora Rascador                        | Charity James           | Olga Velasco                          |
| El Mago de Oz                          |                         |                                       |
| Dorothy Gale                           | Laura Bailey            | María Antonia Rodríguez               |
| Bruja Mala del Oeste                   | Courtenay Taylor        | Amparo Bravo                          |
| Espantapájaros                         | William Salyers         | Rafael Alonso Naranjo Jr.             |
| Mago de Oz                             | Christopher Corey Smith | Ángel Amorós                          |
| Tía Em                                 | Karen Strassman         | Olga Velasco                          |
| Los Simpsons                           |                         |                                       |
| Homero Simpson                         | Dan Castellaneta        | Carlos Ysbert                         |
| Krusty el Payaso                       | Dan Castellaneta        | Abraham Aguilar                       |
| Jardinero Willie                       | Dan Castellaneta        | Txema Moscoso                         |
| Juan Topo                              | Dan Castellaneta        | Alejandro Martínez                    |
| Joe Quimby                             | Dan Castellaneta        | Carlos Del Pino                       |
| Abraham Simpson                        | Dan Castellaneta        | Carlos Kaniowsky                      |
| Coyote                                 | Johnny Cash             | Juan Amador Pulido                    |
| Doctor Who                             |                         |                                       |
| Duodécimo Doctor                       | Peter Capaldi           | Gabriel Jiménez                       |
| Primer Doctor                          | William Hartnell        | Álex Saudinós                         |
| Segundo Doctor                         | Patrick Troughton       | Antonio Villar                        |
| Cuarto Doctor                          | Tom Baker               | David García Vázquez                  |
| Sexto Doctor                           | Colin Baker             | Miguel Zúñiga                         |
| Octavo Doctor                          | Paul McGann             | Iván Jara                             |
| Doctor Guerrero                        | John Hurt               | Txema Moscoso                         |
| Undécimo Doctor                        | Matt Smith              | Adolfo Moreno                         |
| K-9                                    | Matt Smith              | Javier Lorca                          |
| Davros                                 | Julian Bleach           | Miguel Ayones                         |
| Emperador Dalek                        | Nicholas Briggs         | Juan Carlos Lozano                    |
| Cyberman                               | Nicholas Briggs         | Juan Luis Rovira                      |
| Missy                                  | Michelle Gómez          | Yolanda Mateos                        |
| Clara Oswald                           | Jenna Coleman           | Adelaida López                        |
| Jack Harkness                          | John Barrowman          | Juan Antonio García Sainz de la Maza  |
| Madame Vastra                          | Neve McIntosh           | Olga Velasco                          |
| Strax                                  | Dan Starkey             | Juan José López Lespe                 |
| Portal 2                               |                         |                                       |
| GLaDOS                                 | Ellen McLain            | Ana Esther Alborg                     |
| Wheatley                               | Stephen Merchant        | Eduardo Del Hoyo                      |
| Cave Johnson                           | J.K. Simmons            | Pedro Tena                            |
| Núcleo Espacial                        | Nolan North             | Jesús Pinillos                        |
| Presentador de Aperture                | ¿?                      | Juan Amador Pulido                    |
| Volver al Futuro                       |                         |                                       |
| Marty McFly                            | Michael J. Fox          | Javier Balas                          |
| Seamus McFly                           | Michael J. Fox          | Javier Balas                          |
| Dr. Emmett L. 'Doc' Brown              | Christopher Lloyd       | Fernando Hernández                    |
| Clara Clayton                          | Karen Strassman         | Amparo Bravo                          |
| Buford 'Perro Loco' Tannen             | Liam O'Brien            | Francisco Javier Martínez             |
| Joe Statler, el Honesto                | Liam O'Brien            | Adolfo Moreno                         |
| Sheriff James Strickland               | Christopher Corey Smith | Ricardo Escobar                       |
| Scooby-Doo                             |                         |                                       |
| Fred Jones                             | Frank Welker            | Luis Manuel Martín Díaz               |
| Scooby-Doo                             | Frank Welker            | David García Vázquez                  |
| Dada-Doo                               | Frank Welker            | Juan Antonio Arroyo                   |
| Mumsy-Doo                              | Frank Welker            | María del Mar Jorcano                 |
| Shaggy Rogers                          | Matthew Lillard         | Juan Logar Jr.                        |
| Vilma Dinkley                          | Mindy Cohn              | Ana Jiménez                           |
| Daphne Blake                           | Grey DeLisle            | Conchi López                          |
| Ninjago                                |                         |                                       |
| Jay                                    | Mick Wingert            | ¿?                                    |
| Kai                                    | Charlie Schlatter       | Adrián Viador                         |
| Lloyd                                  | Karen Strassman         | Sandra Jara                           |
| P.I.X.A.L                              | Karen Strassman         | María del Mar Jorcano                 |
| Zane                                   | Yuri Lowenthal          | David Hernán                          |
| Maestro Wu                             | William Salyers         | Antonio Esquivias                     |
| Nya                                    | Eliza Schneider         | María Blanco                          |
| Griffin Turner                         | Mick Wingert            | Carlos Bautista                       |
| Karlof                                 | Nolan North             | Roberto Cuenca Martínez               |
| Sensei Garmadon                        | André Sogliuzzo         | Juan Carlos Lozano                    |
| Los Cazafantasmas (1984)               |                         |                                       |
| Dr. Peter Venkman                      | Bill Murray             | Vicente Gil                           |
| Ray Stantz                             | Dan Aykroyd             | Adolfo Moreno                         |
| Dr. Egon Spengler                      | Harold Ramis            | Luis Manuel Martín Díaz               |
| Winston Zeddemore                      | Ernie Hudson            | Francisco Javier Martínez             |
| Janine Melnitz                         | Courtenay Taylor        | Conchi López                          |
| Louis Tully                            | Mick Wingert            | Paco Vaquero                          |
| Director del hotel (Los Cazafantasmas) | Michael Ensign          | Paco Vaquero                          |
| Dana Barrett                           | Sigourney Weaver        | Danai Querol                          |
| Walter Peck                            | William Atherton        | Antonio Villar                        |
| Gozer                                  | Patti Edwards           | María Antonia Rodríguez               |
| Roger Grimsby                          | Roger Grimsby           | Eduardo Bosch                         |
| Reportero (Los Cazafantasmas)          | ¿?                      | Carlos Del Pino                       |
| Los Cazafantasmas (2016)               |                         |                                       |
| Dra. Abigail L. 'Abby' Yates           | Kaitlyn Robrock         | Gemma Martín                          |
| Dra. Erin Gilbert                      | Kristen Wiig            | Catherina Martínez                    |
| Dra. Jillian Holtzmann                 | Kate McKinnon           | Ana Esther Alborg                     |
| Recepcionista (Cazafantasmas)          | ¿?                      | Ana Esther Alborg                     |
| Patty Tolan                            | Patty Jones             | María Jesús Nieto                     |
| Rowan North                            | Pat Welsh               | Juan José López Lespe                 |
| Guía turístico                         | Zach Woods              | Juan José López Lespe                 |
| Kevin Beckman                          | Chris Hemsworth         | Jos Gómez Adán                        |
| Martin Heiss                           | Bill Murray             | Rafael Azcárraga                      |
| Agente Hawkins                         | Travis Willingham       | Roberto Cuadrado                      |
| Alcalde Bradley                        | Andy García             | Héctor Garay                          |
| Jennifer Lynch                         | Héctor Garay            | Ana Jiménez                           |
| Agente Rorke                           | David Boat              | Juan Carlos Lozano                    |
| Agente Inmobiliaria                    | ¿?                      | Isabel Fernández Avanthay             |
| Oficinista (Cazafantasmas)             | ¿?                      | Francisco Javier Martínez             |
| Hora de Aventura                       |                         |                                       |
| Finn el humano                         | Jeremy Shada            | Mayte Mira                            |
| Jake el perro                          | John DiMaggio           | Tasio Alonso                          |
| Dulce Princesa                         | Hynden Walch            | Laura Pastor                          |
| Mago Oscuro                            | Mark Hamill             | Vicente Gil                           |
| Rey Helado                             | Tom Kenny               | Vicente Gil                           |
| Hombre Mágico                          | Tom Kenny               | ¿?                                    |
| Marceline Abadeer                      | Olivia Olson            | Sandra Jara                           |
| El Lich                                | Ron Perlman             | Rafael Azcárraga                      |
| BMO                                    | Niki Yang               | Sandra Villa                          |
| Princesa Llama                         | Jessica DiCicco         | Sandra Villa                          |
| Princesa Grumosa                       | Pendleton Ward          | Ricardo Escobar                       |
| Trompi                                 | Polly Lou Livingston    | ¿?                                    |
| Conde de Limonagrio                    | Justin Roiland          | Juan Amador Pulido                    |
| Conde de Limonagrio (Hermano)          | Justin Roiland          | Juan José López Lespe                 |
| Llavero                                | John Moschitta Jr.      | Juan José López Lespe                 |
| Guardián Chicle                        | ¿?                      | Juan José López Lespe                 |
| Gnomo                                  | Jeff Bennett            | Juan José López Lespe                 |
| Ganso Manso                            | Jeff Bennett            | Francisco Javier Martínez             |
| Habitante del Espacio Grumoso          | ¿?                      | Francisco Javier Martínez             |
| Machote                                | Fred Tatasciore         | Rafael Azcárraga                      |
| Ogro Gigante                           | Dee Bradley Baker       | Rafael Azcárraga                      |
| Manfredo                               | Maria Bamford           | Jesús Barreda                         |
| Poli banana                            | ¿?                      | Jesús Barreda                         |
| Jurrasic World                         |                         |                                       |
| Owen Grady                             | Chris Pratt             | Luis Reina                            |
| Simon Masrani                          | Irrfan Khan             | Luis Reina                            |
| Claire Dearing                         | Bryce Dallas Howard     | Ana Esther Alborg                     |
| ACU                                    | Robin Atkin Downes      | Óscar Pla Vilanova                    |
| Zach Mitchell                          | Nick Robinson           | Javier Lorca                          |
| Gray Mitchell                          | Ty Simpkins             | Sandra Jara                           |
| Harry Potter                           |                         |                                       |
| Harry Potter                           | Daniel Radcliffe        | Axel Amigo                            |
| Hermione Granger                       | Emma Watson             | Laura Pastor                          |
| Arthur Weasley                         | Mark Williams           | ¿?                                    |
| Lord Voldemort                         | Ralph Fiennes           | Jos Gómez Adán                        |
| Rubeus Hagrid                          | Robbie Coltrane         | Miguel Ángel Jenner                   |
| Albus Dumbledore                       | Tom Kane                | Salvador Serrano                      |
| Luna Lovegood                          | Evanna Lynch            | María Blanco                          |
| Bellatrix Lestrange                    | ¿?                      | Blanca (Neri) Hualde                  |
| Animales Fantásticos                   |                         |                                       |
| Newt Scamander                         | Eddie Redmayne          | Jesús Barreda                         |
| Tina Goldstein                         | Katherine Waterson      | Olga Cano                             |
| Jacob Kowalski                         | Dan Fogler              | Juan Amador Pulido                    |
| Percival Graves                        | Colin Farrell           | David Robles                          |
| Credence Barebone                      | Ezra Miller             | Abraham Aguilar                       |
| Modesty Barebone                       | Faith Wood-Blagrove     | Blanca (Neri) Hualde                  |
| Queenie Goldstein                      | Alison Sudol            | Catherina Martínez                    |
| Gnarlak                                | Ron Perlman             | José Escobosa                         |
| Theseus Scamander                      | ¿?                      | Txema Moscoso                         |
| Auror del Macusa                       | ¿?                      | Txema Moscoso                         |
| Gilbert Bingley                        | ¿?                      | Juan Carlos Lozano                    |
| Senador Henry Shaw Jr.                 | Josh Cowdery            | Vicente Gil                           |
| Langdon Shaw                           | Ronan Raftery           | Rafael Azcárraga                      |
| Seraphina Picquery                     | Carmen Ejogo            | Ana Jiménez                           |
| Madam Ya Zhou                          | Gemma Chan              | Gemma Martín                          |
| Misión Imposible                       |                         |                                       |
| Ethan Hunt                             | Tom Cruise              | Óscar Castellanos                     |
| Jim Phelps                             | Jon Voight              | Fernando Elegido                      |
| Eugene Kittridge                       | Henry Czerny            | Txema Moscoso                         |
| Franz Krieger                          | Jean Reno               | Antonio Esquivias                     |
| Sarah Davies                           | Kristin Scott Thomas    | Olga Cano                             |
| Claire Phelps                          | Emmanuelle Béart        | Ana Esther Alborg                     |
| Max                                    | Vanessa Redgrave        | Mercedes Espinosa                     |
| Luther Stickell                        | John Eric Bentley       | Miguel Ángel Jenner                   |
| Theodore Brassel                       | ¿?                      | Jordi Boixaderas                      |
| Jack Harmon                            | Max Mittelman           | Javier Lorca                          |
| Sonic the Hedgehog                     |                         |                                       |
| Sonic the Hedgehog                     | Roger Craig Smith       | Ángel de Gracia                       |
| Miles "Tails" Prower                   | Colleen O'Shaughnessey  | Graciela Molina                       |
| Knuckles the Echidna                   | Travis Willingham       | Sergio Mesa                           |
| Amy Rose                               | Cindy Robinson          | Meritxell Ribera                      |
| Shadow the Hedgehog                    | Kirk Thornton           | Manuel Gimeno                         |
| Big the Cat                            | Oliver Wyman            | Santi Lorenz                          |
| Omochao                                | Laura Bailey            | Sofía García                          |
| Doctor Eggman                          | Mike Pollock            | Francesc Belda                        |
| Gremlins                               |                         |                                       |
| Gizmo                                  | Howie Mendel            | Adolfo Moreno                         |
| Rayita                                 | Frank Welker            | Jorge García Insúa                    |
| Kate Beringer                          | Phoebe Cates            | Blanca (Neri) Hualde                  |
| Pete Fountaine                         | ¿?                      | Chelo Molina                          |
| Brigada A                              |                         |                                       |
| John "Hannibal" Smith                  | David Lodge             | Héctor Garay                          |
| B. A. Baracus                          | Dave Fennoy             | Roberto Encinas                       |
| LEGO Chima                             |                         |                                       |
| Cragger                                | John Gegenhuber         | Álex Saudinós                         |
| Laval                                  | Danny Webb              | José María "Guyu" Guiu                |
| Modo Batalla                           |                         |                                       |
| Anunciante de Modo Arena               | Brian Blessed           | Txema Moscoso                         |
| 2001: Odisea del Espacio               |                         |                                       |
| HAL 9000                               | ¿?                      | Juan Antonio Arroyo                   |
| E.T. El Extraterrestre                 |                         |                                       |
| E.T.                                   | Audrey Wasilewski       | Jesús Barreda                         |
| ¿Michael?                              | ¿?                      | Jesús Barreda                         |
| Elliott                                | ¿?                      | Chelo Molina                          |
| Gertie                                 | ¿?                      | Blanca (Neri) Hualde                  |
| Mary                                   | ¿?                      | María Jesús Nieto                     |
| Michael                                | ¿?                      | Rodri Martín                          |
| Keys                                   | ¿?                      | Francisco Javier Martínez             |
| Knight Rider                           |                         |                                       |
| Michael Knight                         | Piotr Michael           | José Luis Angulo                      |
| KITT                                   | William Daniels         | Pablo Del Hoyo                        |
| Devon Miles                            | ¿?                      | Juan Antonio Gálvez                   |
| Slammin' Sammy                         | ¿?                      | Lorenzo Beteta                        |
| Bonnie                                 | ¿?                      | Ana María Marí                        |
| Reginald Cornelius III                 | ¿?                      | Claudio Serrano                       |
| Garthe Knight                          | Piotr Michael           | Iñaki Crespo                          |
| KARR                                   | ¿?                      | Txema Moscoso                         |
| LEGO Batman: La Película               |                         |                                       |
| Batman                                 | Will Arnett             | Claudio Serrano                       |
| Batman Excalibur                       | Will Arnett             | Claudio Serrano                       |
| Batgirl                                | Rosario Dawson          | Amparo Bravo                          |
| Harley Quinn                           | Tara Strong             | Amparo Bravo                          |
| El Joker                               | André Sogliuzzo         | Rafael Azcárraga                      |
| Robin                                  | Michael Cera            | Javier Lorca                          |
| Comisario Gordon                       | ¿?                      | Luis Mas                              |
| Oficial Dan                            | ¿?                      | Luis Mas                              |
| Alfred Pennyworth                      | ¿?                      | Fernando Acaso                        |
| Hiedra Venenosa                        | Tasia Valenza           | Carmen Consentino                     |
| Baticomputadora                        | Siri                    | Carmen Consentino                     |
| Zona Fantasma                          | ¿?                      | Carmen Consentino                     |
| Dos Caras                              | ¿?                      | Juan Antonio Arroyo                   |
| Flash                                  | ¿?                      | Juan Antonio Arroyo                   |
| Espantapájaros                         | William Salyers         | Eduardo Del Hoyo                      |
| Chad                                   | ¿?                      | Eduardo Del Hoyo                      |
| Sombrerero Loco                        | ¿?                      | Lorenzo Beteta                        |
| Catwoman                               | Grey DeLisle            | Yolanda Quesada                       |
| El Acertijo                            | ¿?                      | Carlos Ysbert                         |
| Camionero (BLLP)                       | ¿?                      | Carlos Ysbert                         |
| El Calculador                          | ¿?                      | Jos Gómez Adán                        |
| Lord Voldemort                         | David Boat              | Jos Gómez Adán                        |
| Superman                               | Nolan North             | Fernando (Nano) Castro                |
| Aquaman                                | ¿?                      | Fernando Elegido                      |
| Prisionero 1                           | ¿?                      | Fernando Elegido                      |
| Guardia de Prisiones                   | ¿?                      | Fernando Elegido                      |
| Linterna Verde                         | ¿?                      | Alejandro Martínez                    |
| Mujer Maravilla                        | ¿?                      | Ana María Marí                        |
| Stacey                                 | ¿?                      | Ana María Marí                        |
| Alcaldesa                              | ¿?                      | Inés Blázquez                         |
| Agente Smith                           | ¿?                      | Juan Antonio Gálvez                   |
| Prisionero 2                           | ¿?                      | Juan Antonio Gálvez                   |
| Sauron                                 | ¿?                      | Antonio Esquivias                     |
| Ciudadano de Gotham                    | ¿?                      | Antonio Esquivias                     |
| Poppy                                  | ¿?                      | Inés Blázquez                         |
| Ciudadana de Gotham                    | ¿?                      | Inés Blázquez                         |
| Guardia de Prisiones 2                 | ¿?                      | Alfonso Laguna                        |
| Los Goonies                            |                         |                                       |
| Lotney Fratelli                        | John Matuszak           | Francisco Javier Martínez             |
| Mikey                                  | ¿?                      | Belén Rodríguez                       |
| Stef                                   | ¿?                      | Blanca (Neri) Hualde                  |
| Jake Fratelli                          | ¿?                      | Abraham Aguilar                       |
| Sheriff (Los Goonies)                  | ¿?                      | Abraham Aguilar                       |
| Francis Fratelli                       | ¿?                      | Álvaro Reina                          |
| Reportero (Los Goonies)                | ¿?                      | Álvaro Reina                          |
| Gordi                                  | ¿?                      | Inma Gallego                          |
| Señora Walsh                           | ¿?                      | Inma Gallego                          |
| Señor Walsh                            | ¿?                      | Juan Amador Pulido                    |
| Elgin Perkins                          | ¿?                      | Juan Carlos Lozano                    |
| Rosalita                               | Anabel Méndez           | Anabel Méndez                         |
| LEGO City Undecover                    |                         |                                       |
| Chase McCain                           | Joseph May              | Ángel del Río                         |
| Frank Honey                            | Trevor White            | Juan Antonio Soler                    |
| Marion Dunby                           | ¿?                      | Rafael Turia                          |
| Natalia Kowalski                       | ¿?                      | Graciela Molina                       |
| Forrest Blackwell                      | ¿?                      | Ramón Canals                          |
| Ellie Phillips                         | ¿?                      | Marta Barbará                         |
| Alcaldesa Gleeson                      | ¿?                      | Toni Avilés                           |
| Jethro Hayes                           | ¿?                      | Eduard Itchart                        |
| Ciudadano                              | ¿?                      | Eduard Itchart                        |
| Los Jóvenes Titanes en Acción          |                         |                                       |
| Robin                                  | Scott Menville          | Ángel de Gracia                       |
| Chico Bestia                           | Greg Cipes              | Roger Isasi-Isasismendi               |
| Cyborg                                 | Khary Payton            | José Posada                           |
| Starfire                               | Hynden Walch            | Nuria Trifol                          |
| Starfire la Terrible                   | Hynden Walch            | Nuria Trifol                          |
| Raven                                  | Tara Strong             | Ana Esther Alborg                     |
| Jayna                                  | Tara Strong             | Adelaida López                        |
| Mamut                                  | ¿?                      | Vicente Gil                           |
| Director de Orquesta                   | ¿?                      | Julián Rodríguez                      |
| Las Chicas Superpoderosas (2016)       |                         |                                       |
| Bombón                                 | Amanda Leighton         | Marta Ullod                           |
| Burbuja                                | Kristen Li              | Berta Cortés                          |
| Bellota                                | Natalie Palamides       | Joël Mulachs                          |
| Profesor Utonium                       | Tom Kane                | Luis Grau                             |
| Mojo Jojo                              | Roger L. Jackson        | ¿?                                    |
| Narrador                               | Tom Kenny               | Javier Viñas                          |
| Extras                                 |                         |                                       |
| Alerta del sistema del ordenador       | ¿?                      | María Antonia Rodríguez               |
| Guardián del portal                    | ¿?                      | Rafael Alonso Naranjo Jr.             |
| Agente de policía                      | ¿?                      | Ana Jiménez                           |
| Comandante orco                        | ¿?                      | Roberto Cuenca Martínez               |
| Señor Supremo Digital                  | ¿?                      | Vicente Gil                           |

Notas: En el doblaje de España, Anna Orra no retoma a GLaDOS. Por otra parte en el doblaje latino, Humberto Vélez vuelve a ser la voz oficial de Homero después de mucho tiempo.